# Solco lunato
Nell'anatomia cerebrale, il solco lunato è una fessura del lobo occipitale che si ritrova negli umani e anche in scimmie, in cui è più largo.